# Neospastis
Neospastis é um gênero de traça pertencente à família Agonoxenidae.